# Домінік Майхтрі
Домінік Майхтрі (18 листопада 1984) — швейцарський плавець.
Учасник Олімпійських Ігор 2004, 2008, 2012 років.
Призер Чемпіонату Європи з плавання на короткій воді 2008 року.